# ベレン・サート
ベレン・サート（トルコ語: Beren Saat, 1984年2月26日 - ）は、トルコ共和国の女優。現代トルコを代表する女優のひとり。
2008年放映のトルコ共和国のテレビドラマ『禁じられた恋』(原題)のヒロインとして有名であり、このテレビシリーズは国際的に放送されている。また、Netflixの2019年のテレビドラマ『アティエ』で主役を務めた。

## 来歴
トルコ共和国の首都であるアンカラにて生まれた。サートは、トルコ教育協会 (TED、テッド)アンカラ・コレジ高校を卒業後、アンカラにある私立バシュケント大学で経営管理を学んだ。サートは、大学在学中よりテレビ局の人気オーディション番組のコンテストに参加した。その後、幾つかのテレビコマーシャルに出演。やがてトルコのテレビシリーズ『Aşkımızda Ölüm Var』において女優デビューを果たした。
サートは、国際的に著名な人気テレビドラマ『禁じられた恋』(Aşk-ı Memnu)における演技で、2009年度、2010年度と2年連続でトルコ金蝶賞を受賞した。テレビドラマ『禁じられた恋』はギリシャ、スロベニア、ブルガリア、モンテネグロ、セルビア、クロアチア、ルーマニア、スロバキア、イラン、アラブ首長国連邦、レバノン、中国、モロッコを始めとしたマグリブ世界などで放送されている。
2012年公開のバフマン・ゴバディ監督の映画『サイの季節』に出演した。
2019年からトルコで放映されているテレビドラマ『アティエ』で主人公役を務めた。
サートは、トルコ語と英語の他にスペイン語が堪能である。

## 主な出演作品

### テレビ
- Aşkımızda Ölüm Var (2004)
- Aşka Sürgün (2004)
- Güz Sancısı (2006)
- Avrupa Yakası (2007)
- Hatırla Sevgili (2006)
- Aşk-ı Memnu (Aşk-ı Memnu)(2008)
- Fatmagül'ün Suçu Ne? (2010)
- 新・オスマン帝国外伝　キョセム Muhteşem Yüzyıl Kösem (2015)

- アティエ Atiye (2019)

### 映画
- Güz Sancısı (en:Pains of Autumn)(2008)
- Gecenin Kanatları (2009)
- Oyuncak Hikayesi 3 (2010)
- Gergedan Mevsimleri  (2011)
- サイの季節 Fasle Kargadan (2012)